# Issam Chaouali
 (mai 2024).
Issam Chaouali (arabe : عصام الشوالي), né le 25 septembre 1970 à Toulouse, France, est un commentateur sportif tunisien de la chaîne qatarie Bein Sports depuis 2009, Il est un commentateur  assez connu dans le monde arabe. Il commente certains matchs du monde, les championnats d'Europe et d'Afrique.
Il a commencé sa carrière en 1995 à la Radio Jeunes jusqu'à ce qu'il rejoigne la l'Établissement de la télévision tunisienne en 1998. En 2001, il rejoint l'Arab Radio and Television Network, où il acquiert une assez bonne renommée. En 2009, il rejoint la chaîne Al Jazeera Sport jusqu'à ce qu'elle change de nom pour Bein Sports.